# サウジアラビア航空163便火災事故
サウジアラビア航空163便火災事故（サウジアラビアこうくう163びんかさいじこ、英語: Saudia Flight 163）は、1980年8月19日にサウジアラビアで発生した航空事故。貨物室で火災が発生し、緊急着陸に成功しながらも、様々な不手際が重なったために乗員乗客301人全員が犠牲となった。

## 事故の概略

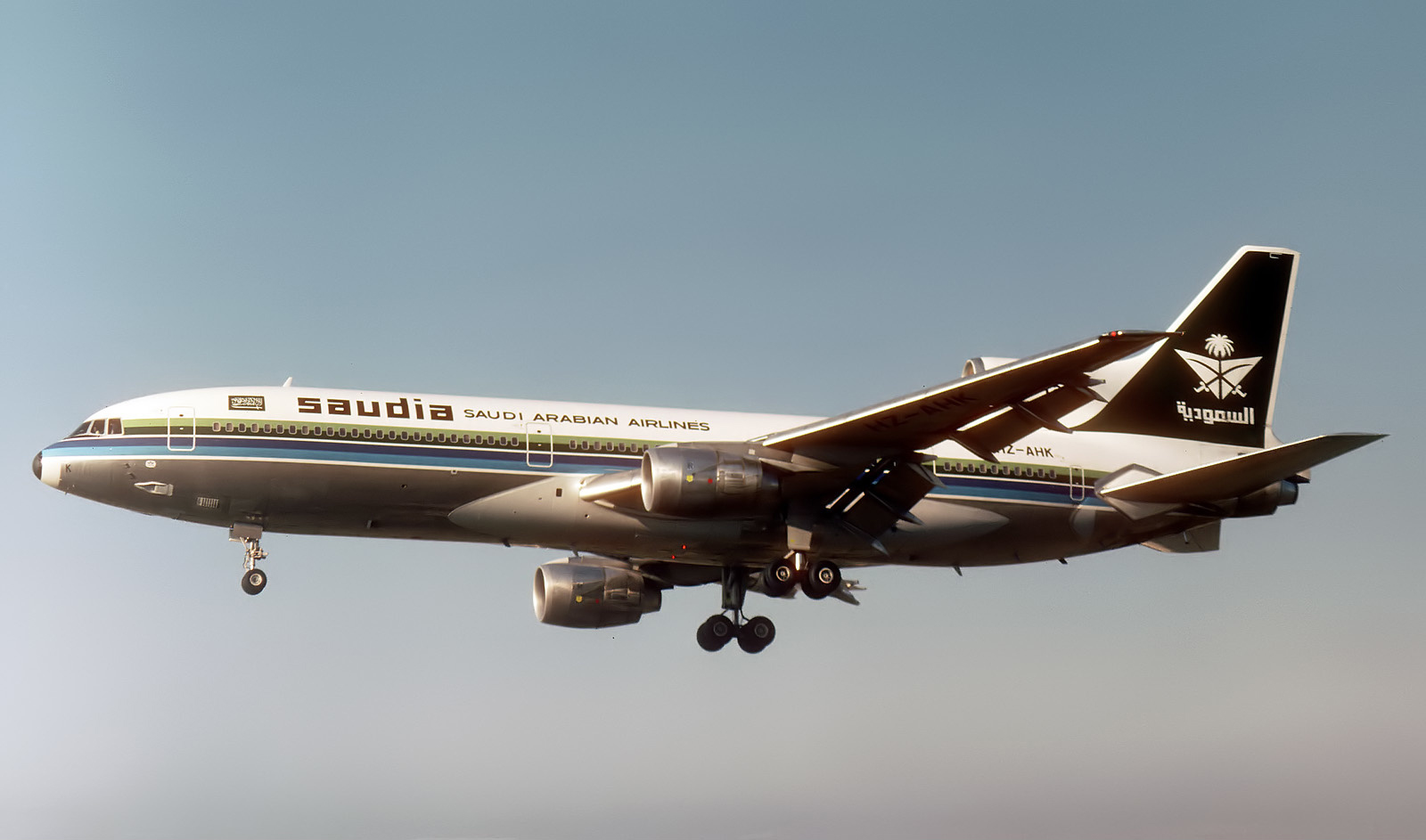
1979年に撮影された事故機

サウジアラビア航空（現社名・サウディア）163便はパキスタンのカラチからサウジアラビアのリヤドを経由してジッダに向かう便であった。
1980年8月19日、163便はロッキード・トライスターL1011-200（機体記号HZ-AHK）で運航されており、乗員14人、乗客287人の合わせて301人が搭乗し、リヤド国際空港を現地時間21時8分に離陸した。当該機は前年の1979年に製造された機体で、就役からちょうど1年が経過したころだった。

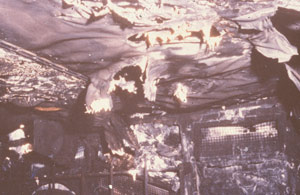
出火元とみられる貨物室C-3

離陸から約7分後、高度15,000フィート (4,600 m)へ上昇中に貨物室C-3から出火したことを示す警告灯が点灯した。しかし、乗員が警告の真偽を確認して対処法を考えるのに4分半を費やし、その間に当該機はリヤドから45キロメートル (24 nmi)も離れてしまった。機長は客室の様子を見るために機関士を行かせ、「後方客室に火災が発生」との報告を受けた。これでようやく機長は緊急着陸を決断したが、この火災で油圧系統の一部が切断されて尾翼下の第2エンジンが制御不能となり、最終進入時には停止した。
163便はリヤド空港に引き返し、無事に緊急着陸に成功した（ボイスレコーダーの記録は着陸の直前で終了している）。しかし、機長は事態を甘く捉えていたようで、滑走路上で緊急脱出を指示せず、そのまま誘導路を走行し、着陸から2分40秒後にようやく機体を停止させたが、両翼のエンジンを停止したのはさらに3分15秒後であった。そのため救援隊は機体に近づくのが遅れることになった。
この時緊急脱出が実行されなかった理由は、直前に機長が着陸後にすぐ避難しないように客室乗務員に指示していたためとみられる。あるいは、この時客室がパニックになってドアを開けることができなかったのかもしれない。客室乗務員も自立的な行動をとらなかった。さらに機関士がマニュアルに従ってエンジンとともに空調システムまで停止したため、火災で空気が薄くなっていた機内は酸欠となってしまった。
このような緊急の状況にもかかわらず、空港の救援隊は練度不足でトライスターのドアのシステムに不慣れだったため、なかなか機内に突入することもできなかった。救援隊が機体最前部左側の非常ドアを開けることができたのは、着陸から29分後で、エンジン停止から23分後のことだった。この時には163便の乗員乗客301名全員が、有毒ガスを吸引するなどして死亡していた。犠牲者は機体前方部に折り重なるようにして息絶えていたという。また機体は主翼から下の構造物と後部を除く部分がすべて焼き尽くされていた。

## 事故原因

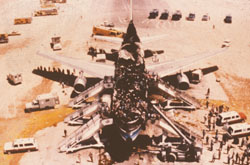
事故機の残骸

火災原因は貨物室に搭載されていた可燃物の発火と思われるが、火元は特定できなかった。一部報道では、手荷物として搭載されたマッチもしくはアラブの旅行者が携帯する灯油ランプが発火したとされたが、火元が完全に灰になったため確定できなかった。
問題とされたのは、非常事態に対する乗員の意思決定の遅れと救援隊の練度不足であった。少なくとも「緊急着陸を決断」し、「着陸後、滑走路上ですぐに停止」し、「ただちに緊急避難を実施」していたら（一部に死傷者を出したかもしれないが）多くの者を救出できたはずであった。
また、機長・副操縦士・航空機関士の3人それぞれが訓練段階から難点を指摘されていた。
- 機長はその意思決定に欠陥があるとの記録があった。
- 副操縦士は一度試験に落第していた。
- 航空機関士はディスレクシア（難読症、失読症）であった疑いが強く、しばしば左右を取り違える間違いを犯していた[2]。

## その後
事故対策として、サウジアラビア航空は乗務員の対処マニュアルの改訂と訓練の実施を行い、またメーカーのロッキード社もトライスターの貨物室などの断熱材を強化ガラスに交換するなどの対策を実施した（本事故後、同航空は封印して使用禁止にした）。
事故機の残骸はリヤド空軍基地に放置され、少なくとも1990年代前半まで存在していたという。

## 映像化
- メーデー!:航空機事故の真実と真相 第22シーズン第8話「Under Fire」